# Martin Kmetec
Martin Kmetec, O.F.M.Conv. (Ptuj, 10 de novembro de 1956) é um monge conventual e prelado esloveno da Igreja Católica, arcebispo de Esmirna desde 8 de dezembro de 2020. Até esta data era superior no convento de Istambul, no bairro Büyükdere.

## Biografia
Nascido em 1956, fez a primeira profissão de fé pela Ordem dos Frades Menores Conventuais em 25 de setembro de 1977 e a perpétua em 4 de outubro de 1982. Foi ordenado diácono em 23 de fevereiro de 1983 na Rensselaer, Diocese de Albany, e recebeu a ordenação presbiteral em 29 de junho seguinte, em Ptujska Gora, pelo bispo auxiliar de Maribor, Jožef Smej.
Após seus estudos na Universidade de Ljubljana, ele obteve seu doutorado com uma tese sobre o diálogo inter-religioso e exerceu seu ministério no Líbano. De 2014 a 2018 foi vigário dos Frades Menores Conventuais da Custódia da Terra Santa. Desde 2011 fica no convento de Istambul, do qual se tornou superior em 2018. Fala esloveno, turco, francês e italiano.
O Papa Francisco o nomeou arcebispo de Izmir em 8 de dezembro de 2020. Foi consagrado em 2 de fevereiro de 2021, festa da Apresentação de Jesus no Templo, por Paul Fitzpatrick Russell, núncio apostólico na Turquia, coadjuvado por Lorenzo Piretto, O.P., arcebispo emérito de Esmirna e por Ramzi Garmou, arquieparca de Diarbaquir dos Caldeus.
Em 13 de julho de 2021, foi eleito presidente da Conferência Episcopal Turca. Após o terremoto de 2023 na Turquia, em que várias edificações religiosas foram afetadas, promoveu a reconstrução de várias igrejas mesmo sem o apoio estatal. Realizou a visita ad limina em 9 de fevereiro de 2024.
Em 2024, o Arcebispo descreveu a Turquia como "a Terra Santa esquecida", acrescentando que "a Igreja de Izmir é a única das Sete Igrejas da Revelação a sobreviver até hoje".